# اکسی‌توسین (ترانه)
«اکسی‌توسین» (انگلیسی: Oxytocin) ترانه‌ای از خواننده و ترانه‌پرداز آمریکایی، بیلی آیلیش از دومین آلبوم استودیویی او به نام خوشحال‌تر از همیشه است که در ۳۰ ژوئیه ۲۰۲۱ از طریق دارک‌روم و اینترسکوپ رکوردز منتشر شد. متن ترانه توسط او و برادرش فینیس اوکانل نوشته شده و برادرش تهیه‌کنندگی ترانه را انجام داده است و به عنوان همخوان نیز حضور دارد.

## جدول‌های موسیقی
| جدول (۲۰۲۱)                                         | بالاترین جایگاه |
| --------------------------------------------------- | --------------- |
| استرالیا (ای‌آرآی‌ای)                                 | ۳۸              |
| کانادا (۱۰۰ تک‌آهنگ داغ کانادا)                      | ۴۷              |
| جمهوری چک (۱۰۰ تک‌آهنگ دیجیتال برتر)                 | ۹۹              |
| دانمارک (ترک‌لیسن)                                   | ۳۴              |
| فرانسه (اس‌ان‌ئی‌پی)                                   | ۱۳۰             |
| ۲۰۰ آهنگ جهانی (بیلبورد)                            | ۳۹              |
| یونان (آی‌اف‌پی‌آی)                                    | ۵۱              |
| مجارستان (رادیوس تاپ ۴۰)                            | ۳۹              |
| مجارستان (۴۰ تک‌آهنگ برتر)                           | ۳۰              |
| ایرلند (ایرما)                                      | ۲۴              |
| لیتوانی (آگاتا)                                     | ۲۵              |
| نروژ (وی‌جی-لیستا)                                   | ۳۳              |
| پرتغال (ای‌اف‌پی)                                     | ۴۳              |
| اسلواکی (۱۰۰ تک‌آهنگ دیجیتال برتر)                   | ۵۹              |
| سوئد (فهرست برترین‌های سوئد)                         | ۵۲              |
| تک‌آهنگ‌های بریتانیا (اوسی‌سی)                         | ۳۲              |
| بیلبورد هات ۱۰۰ ایالات متحده                        | ۷۲              |
| ترانه‌های داغ راک و آلترناتیو ایالات متحده (بیلبورد) | ۱۲              |

| جدول (۲۰۲۱)                                         | جایگاه |
| --------------------------------------------------- | ------ |
| ترانه‌های داغ راک و آلترناتیو ایالات متحده (بیلبورد) | ۹۳     |

## گواهی‌نامه‌ها
| منطقه                                   | گواهی     | واحد گواهی‌شده/فروش |
| --------------------------------------- | --------- | ------------------ |
| استرالیا (آی‌اف‌پی‌آی استرالیا)            | طلا       | ۳۵٬۰۰۰             |
| برزیل (پرو موزیکا برزیل)                | ۲× پلاتین | ۸۰٬۰۰۰             |
| مکزیک (امپروفون)                        | پلاتین    | ۱۴۰٬۰۰۰            |
| رقم فروش+پخش جاری تنها بر پایهٔ گواهی‌ها. |           |                    |